# Gert Zöhrer
Gert Zöhrer (* 2. August 1975) ist ein ehemaliger österreichischer Fußballspieler und -trainer.

## Karriere

### Als Spieler
Zöhrer begann seine Karriere beim SC Röthis und kam mit 14 Jahren in das Bundesnachwuchszentrum nach Dornbirn. Auch spielte er in den Nachwuchsmannschaften der Österreichischen Nationalmannschaften. 
Beim FC Dornbirn 1913, spielte er ab der Saison 1992/93 in der Kampfmannschaft. Zur Saison 1995/96 wechselte er zum Villacher SV, kehrte aber bereits nach einem halben Jahr wieder nach Dornbirn zurück. Im Jänner 2000 schloss er sich dem FC Blau-Weiß Feldkirch an. Zur Saison 2002/03 wechselte er innerhalb der Regionalliga zum SCR Altach. Mit Altach stieg er 2004 in die zweite Liga auf. Nach dem Aufstieg gab er im August 2004 gegen den SC Austria Lustenau sein Zweitligadebüt. In eineinhalb Jahren in der zweithöchsten Spielklasse kam der Stürmer zu 43 Einsätzen, in denen er acht Tore erzielte.
Im Jänner 2006 kehrte Zöhrer zum Regionalligisten Feldkirch zurück. Zur Saison 2006/07 wechselte er zum TSV Altenstadt. Zur Saison 2007/08 schloss er sich ein drittes Mal Feldkirch an, wo er nach 14 Westligaeinsätzen seine Karriere in der Winterpause dann beendete.

### Als Trainer
Zöhrer fungierte nach seinem Karriereende als Jugendtrainer beim SCR Altach und beim SC Röthis. Im Jänner 2018 übernahm er den siebtklassigen SV Satteins als Cheftrainer. Im August 2018 verließ er den Verein auf eigenen Wunsch. Im September 2018 wurde er Trainer der achtklassigen Reserve seines Ex-Klubs FC Blau-Weiß Feldkirch, die er bis zur Winterpause betreute. In der Rückrunde 2018/19 war er dann Co-Trainer in Satteins.
Zur Saison 2019/20 wurde er Trainer des fünftklassigen FC Hittisau. Nach einer – COVID-bedingt abgebrochenen – Spielzeit trennte sich der Verein nach der Saison 2019/20 von Zöhrer.

Erfolge
VFV-Cupsieg mit SCR Altach in der Saison 2002/03.  
Torschützenkönig (21 Tore) in der Regionalliga West in der Saison 2003/04.  